# Mount Jukes (berg i Australien, Queensland)
Mount Jukes är ett berg i Australien. Det ligger i regionen Mackay och delstaten Queensland, omkring 830 kilometer nordväst om delstatshuvudstaden Brisbane. Toppen på Mount Jukes är 535 meter över havet, eller 413 meter över den omgivande terrängen. Bredden vid basen är 6,4 km.
Runt Mount Jukes är det mycket glesbefolkat, med 6 invånare per kvadratkilometer.. Närmaste större samhälle är The Leap, omkring 12 kilometer sydost om Mount Jukes.
Omgivningarna runt Mount Jukes är huvudsakligen savann. Genomsnittlig årsnederbörd är 1 672 millimeter. Den regnigaste månaden är mars, med i genomsnitt 448 mm nederbörd, och den torraste är september, med 21 mm nederbörd.